# Vigna
Vigna ist eine Pflanzengattung in der Unterfamilie Schmetterlingsblütler (Faboideae) innerhalb der Familie der Hülsenfrüchtler (Fabaceae). Es gibt etwa 100 bis 150 Vigna-Arten. Es ist eine der Gattungen der Faboideae, deren Arten Bohnen genannt werden. Nach aktuellem Stand der Systematik unterscheidet man zwischen neuweltlichen Phaseolus-Bohnen und altweltlichen Vigna-Bohnen.

## Beschreibung

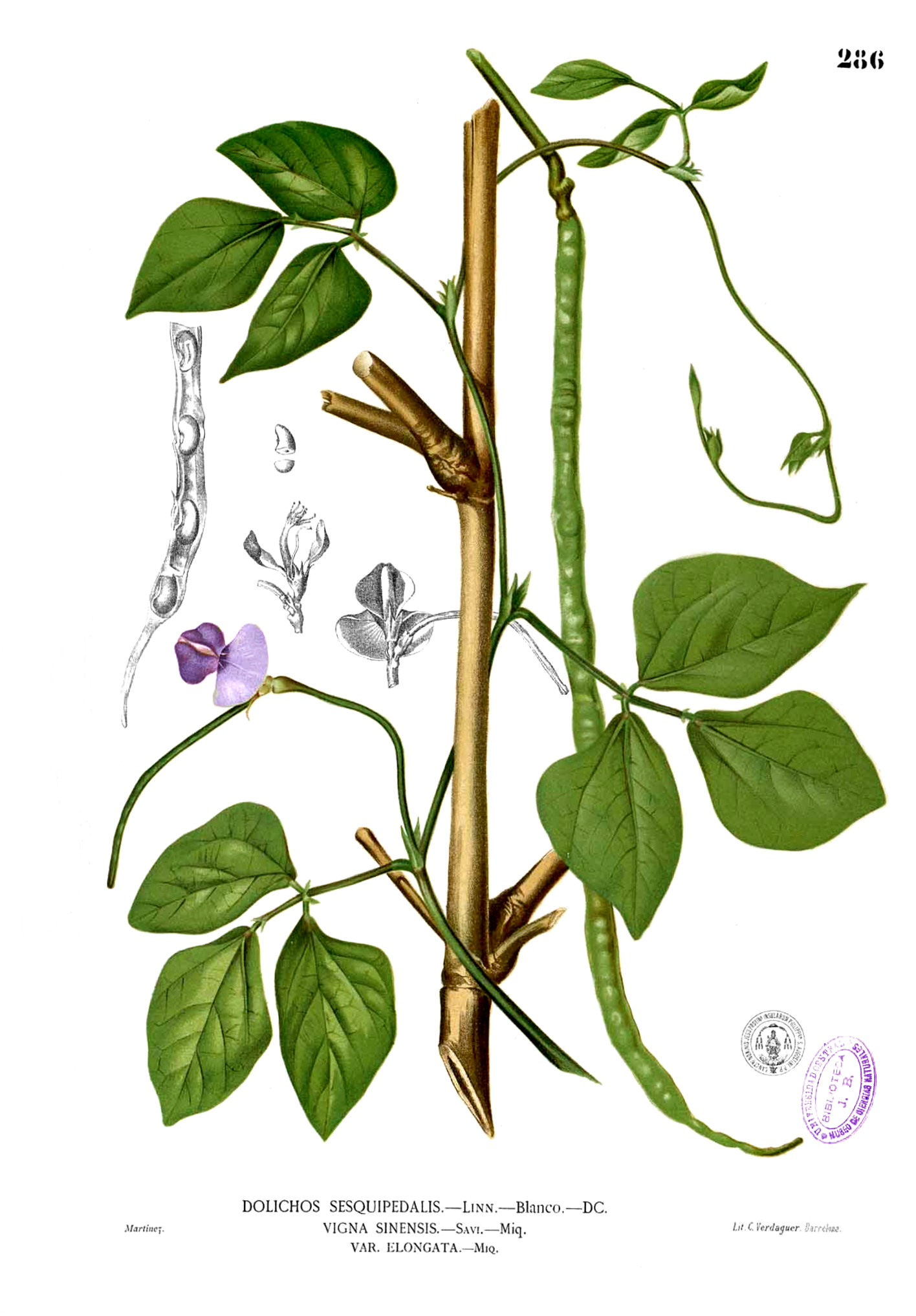
Untergattung Vigna Sektion Catiang: Illustration von Vigna unguiculata, mit spiegelverkehrt dargestelltem Windesinn

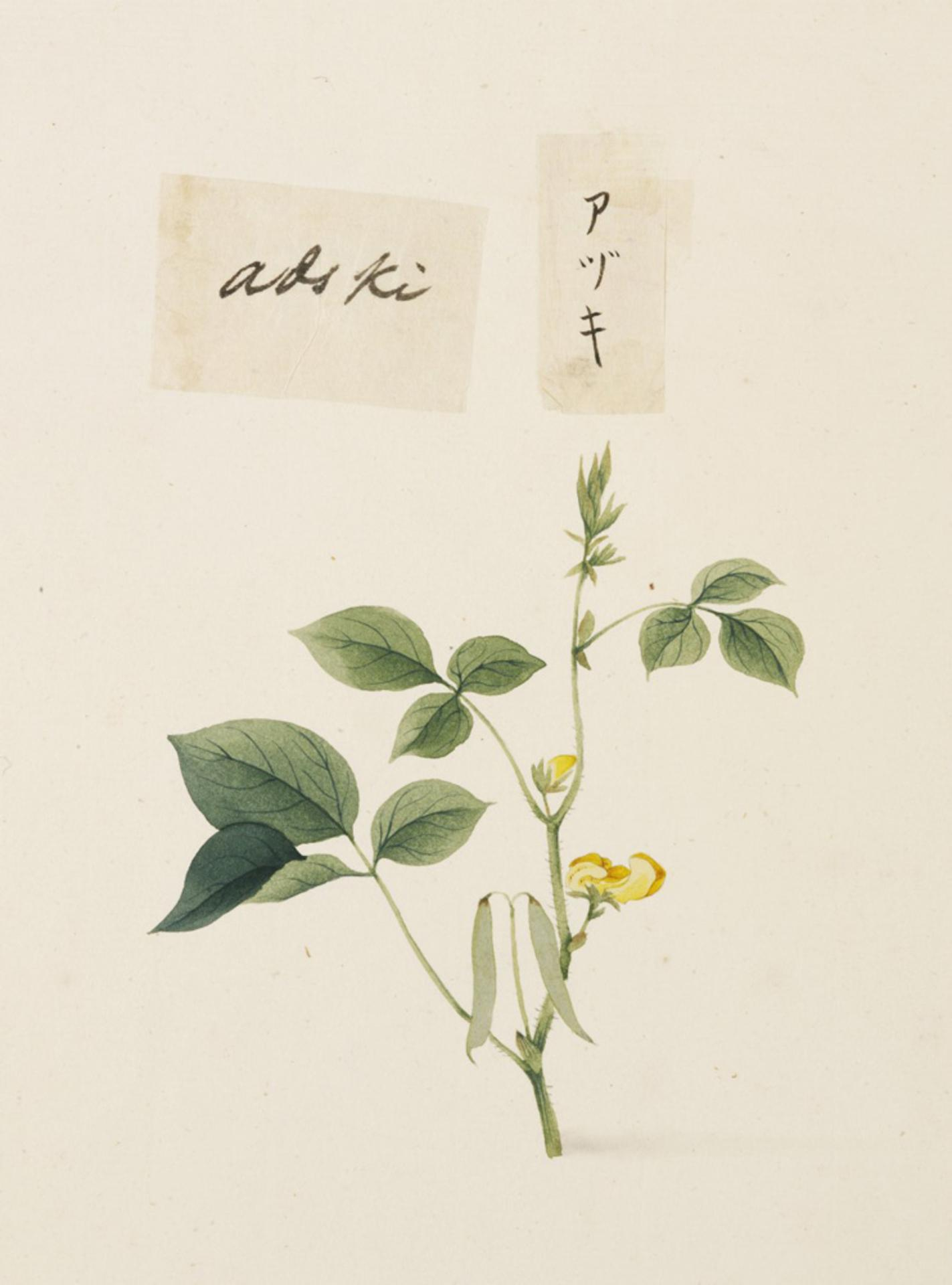
Untergattung Ceratotropis: Illustration der Adzukibohne (Vigna angularis)

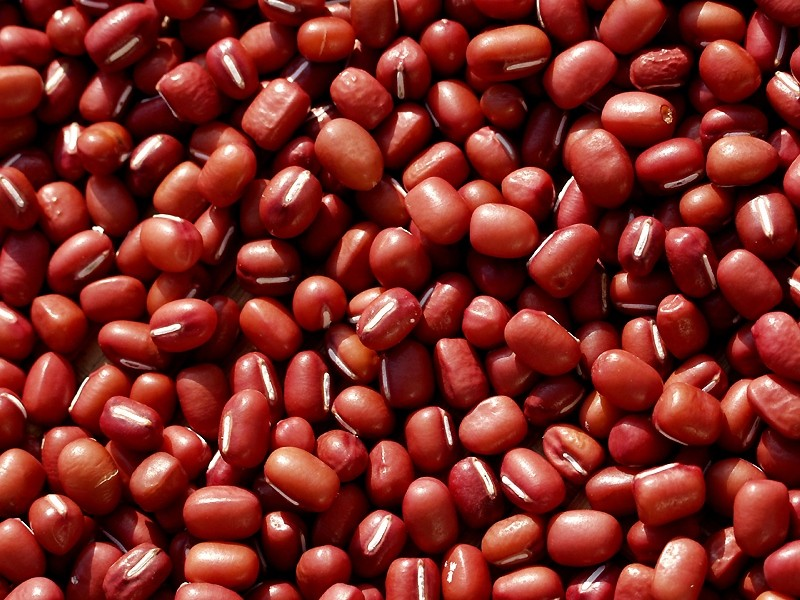
Untergattung Ceratotropis: Die roten Samen der Adzukibohne (Vigna angularis)

### Vegetative Merkmale
Vigna-Arten wachsen als kriechende oder kletternde, seltener selbständig aufrechte, einjährige oder ausdauernde krautige Pflanzen, oder selten als Halbsträucher bis ausnahmsweise kleine Sträucher. Sie sind nicht mit Stacheln oder Dornen bewehrt. Die kletternden Arten winden sich gegen den Uhrzeigersinn empor, d. h., sie sind „linkswindend“ wie auch Stangen- und Feuerbohnen - umgekehrt also wie auf der Illustration zu Vigna unguiculata. Einige Arten entwickeln Wurzelknollen.
Die wechselständig und schraubig oder zweizeilig am Stängel verteilt angeordneten Laubblätter sind in Blattstiel und Blattspreite gegliedert. Die krautige oder ledrige Blattspreite ist meist unpaarig gefiedert. Es sind meist drei (selten zwei bis vier) bis 12 cm lange Fiederblättchen vorhanden. Die flachen Fiederblättchen sind ganzrandig oder gelappt. Die zwei beständigen oder früh abfallenden Nebenblätter sind untereinander frei und nicht mit dem Blattstiel verwachsen; sie können ganz unterschiedlich gestaltet sein (beispielsweise herz- oder schildförmig, manchmal gespornt), manchmal sind sie nur schuppenförmig.

### Generative Merkmale
Die Blüten stehen einzeln bis zu wenigen in den Blattachseln oder in end- oder seitenständigen, zusammengesetzten traubigen oder doldenartig büscheligen Blütenständen. Es sind Tragblätter und Deckblätter vorhanden, sie können aber früh abfallen.
Die kurz gestielten, zwittrigen Blüten sind zygomorph und vier- oder fünfzählig mit doppelter Blütenhülle. Die vier oder fünf ungleichen Kelchblätter sind verwachsen mit zwei Kelchlippen. Die obere Kelchlippe besteht aus zwei vollkommen oder teilweise verwachsenen Kelchlappen; die untere Kelchlippe besteht aus drei Kelchlappen. Die Blütenkronen besitzen den typischen Aufbau der Schmetterlingsblüten. Es sind fünf genagelte Kronblätter vorhanden, von denen zwei oder vier verwachsen sind. Die Farben der Kronblätter reichen von cremefarben bis gelb und von purpurfarben bis violett. Die Flügel sind nicht gespornt aber geöhrt und besitzen bei manchen Arten zwei bis vier Anhängsel. Die Fahne ist normal entwickelt. Das Schiffchen ist je nach Art sehr unterschiedlich gestaltet. Die zehn fertilen Staubblätter sind nicht mit den Kronblättern verwachsen und es wechseln deutlich längere mit kürzeren ab oder alle sind gleich. Neun Staubfäden sind zu einer Röhre verwachsen. Es sind Nektardrüsen auf dem Diskus vorhanden. Die einzelnen oberständigen Fruchtblätter enthalten drei bis viele (100) Samenanlagen. Der faden- bis bleistiftförmig, gerade oder gekrümmte Griffel ist behaart und an einer Seite bärtig.
Es werden die Hülsenfrüchte gebildet. Nur bei der Bambara-Erdnuss (Vigna subterranea) befinden sich die Hülsenfrüchte im Boden, ähnlich der Erdnuss (Arachis hypogaea). Die Hülsenfrüchte können denen von Erbsen ähnlich bis „fadenförmig“ sein. Die höchstens kurz gestielten Hülsenfrüchte sind 25 bis 92 Millimeter lang, behaart oder unbehaart, gerade bis gekrümmt, mehr oder weniger flach bis bleistiftförmig, zwischen den Samen septiert und je nach Art äußerlich erkennbar etwas eingeschnürt oder nicht. Jede Frucht enthält drei bis 50 Samen. Die meist nierenförmigen oder quadratischen Samen können einen Arillus (wenn vorhanden dann oft dreizackig) besitzen. Die Verbreitungseinheit (Diaspore) ist der Same.

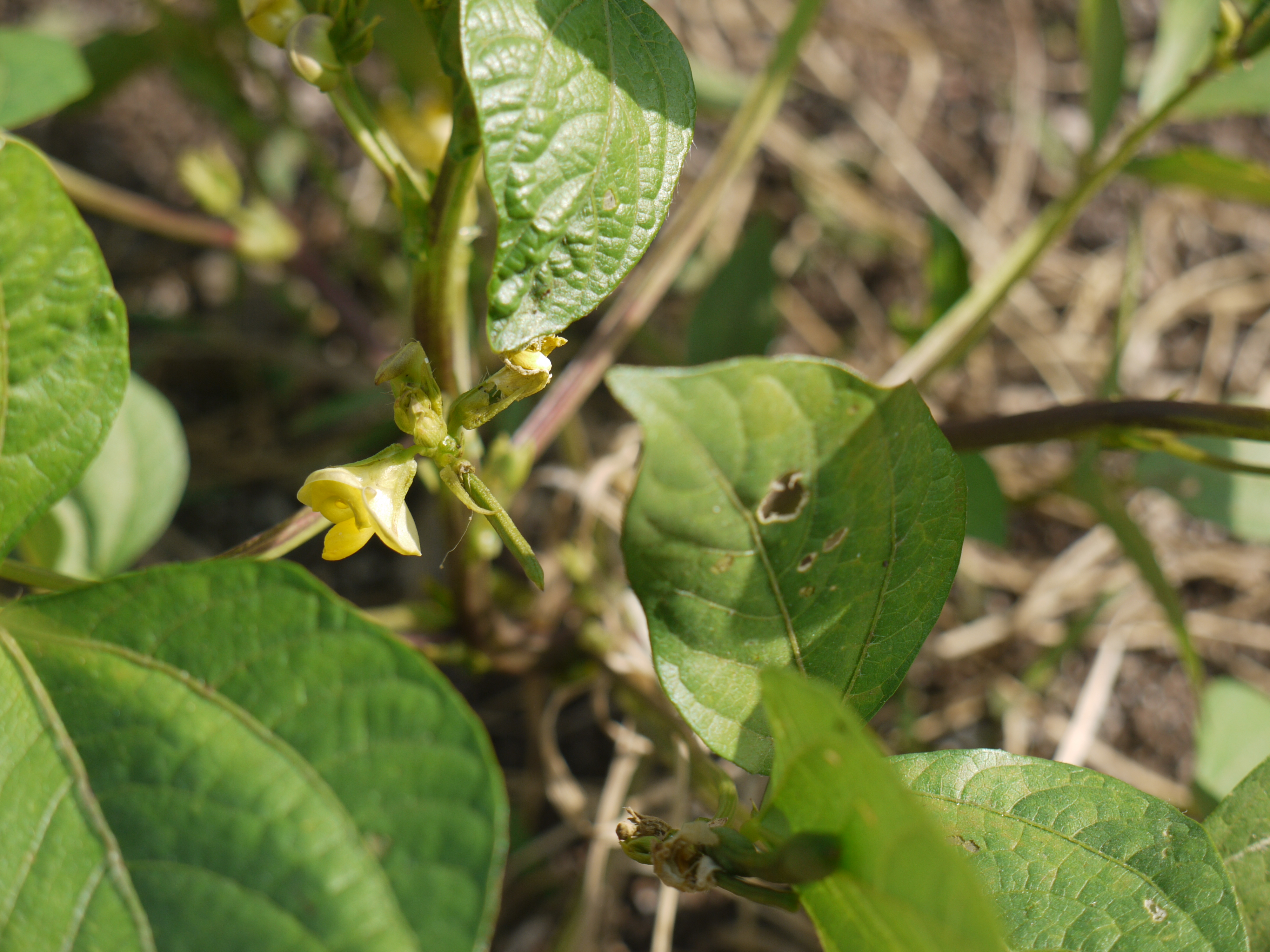
Untergattung Ceratotropis: Urdbohne (Vigna mungo)

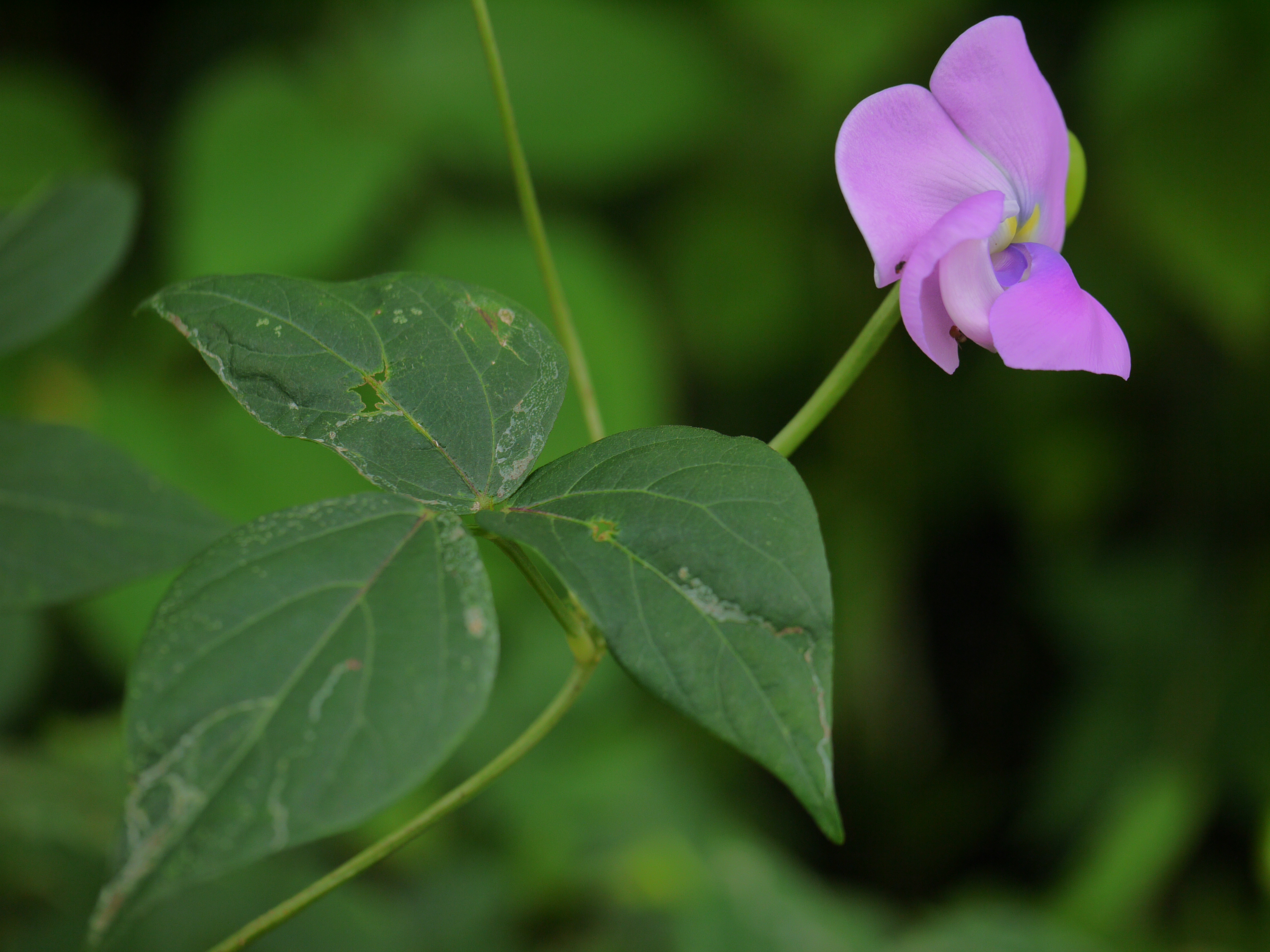
Untergattung Plectrotropis Sektion Plectrotropis: Vigna vexillata

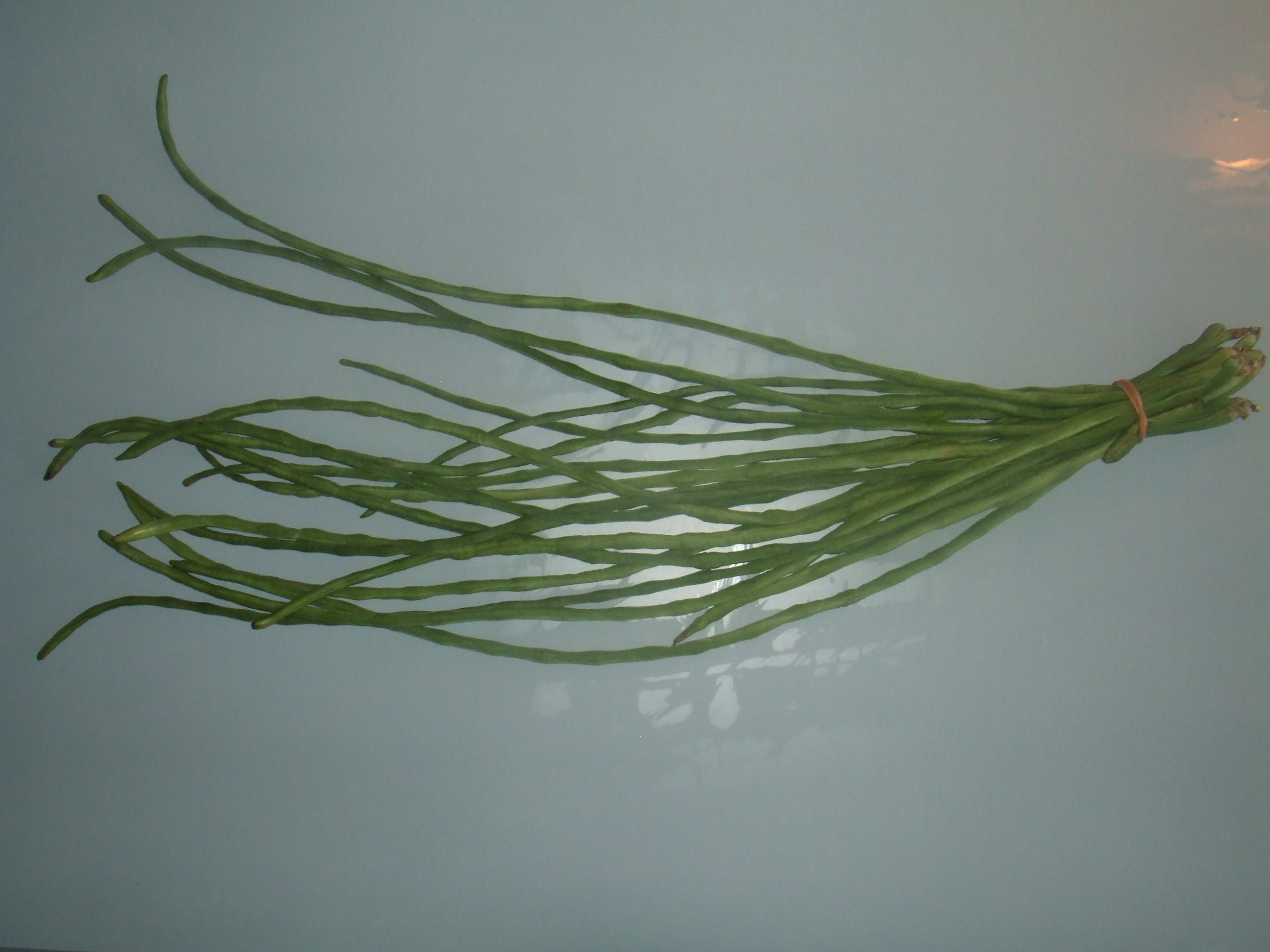
Untergattung Vigna Sektion Catiang: Hülsenfrüchte der Spargelbohne (Vigna unguiculata subsp. sesquipedalis)

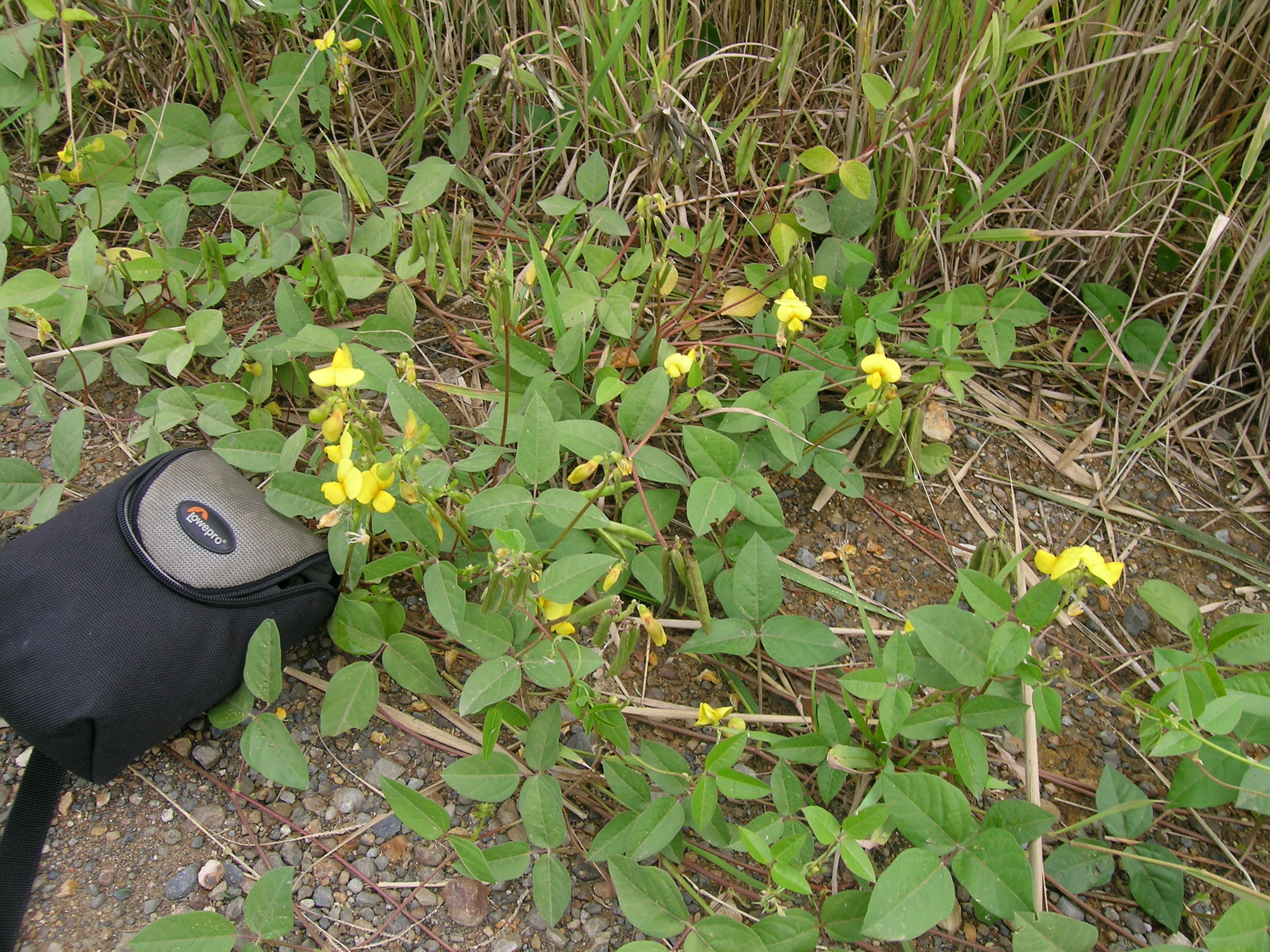
Untergattung Vigna Sektion Vigna: Vigna luteola

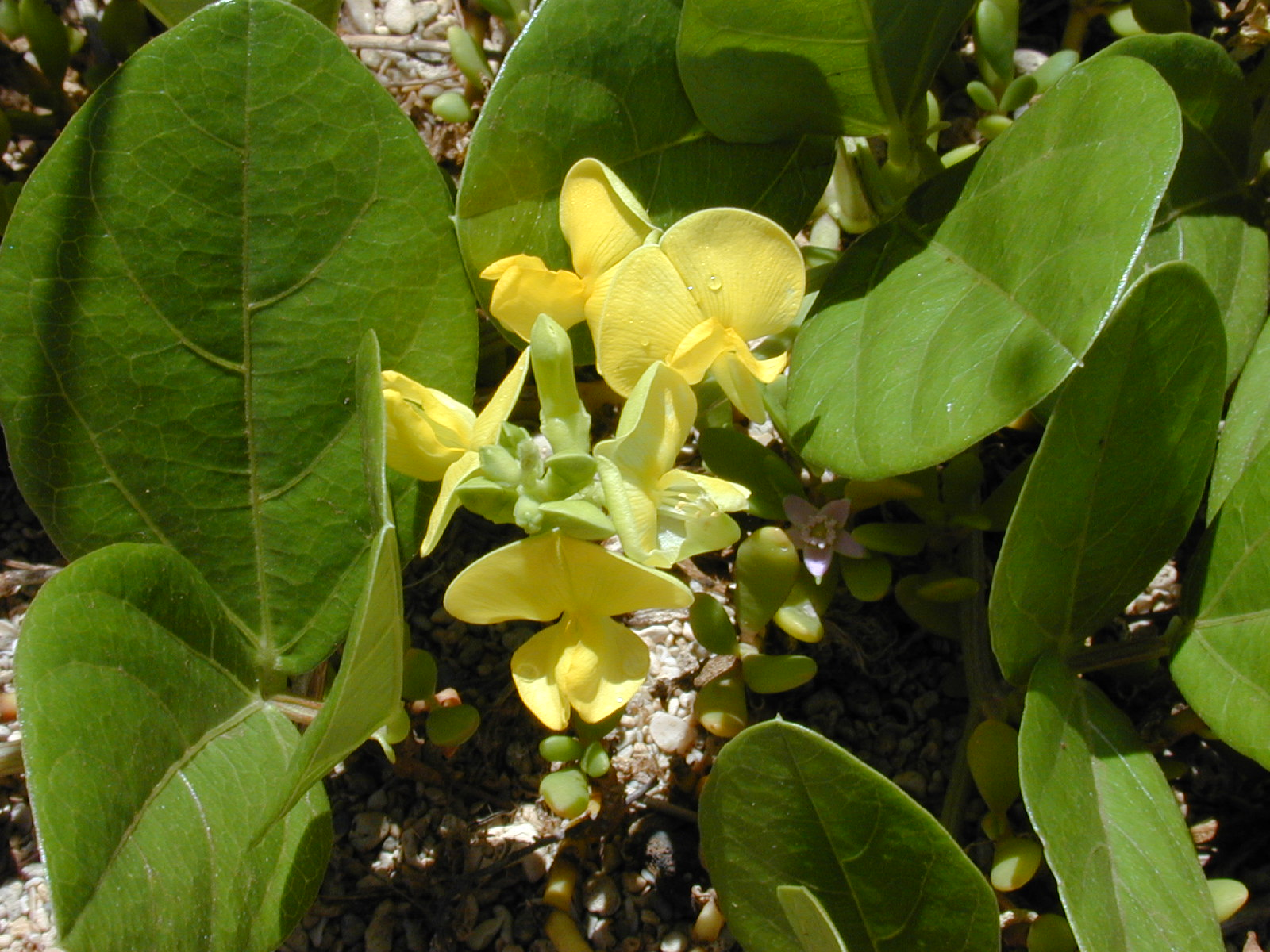
Untergattung Vigna Sektion Vigna: Vigna marina

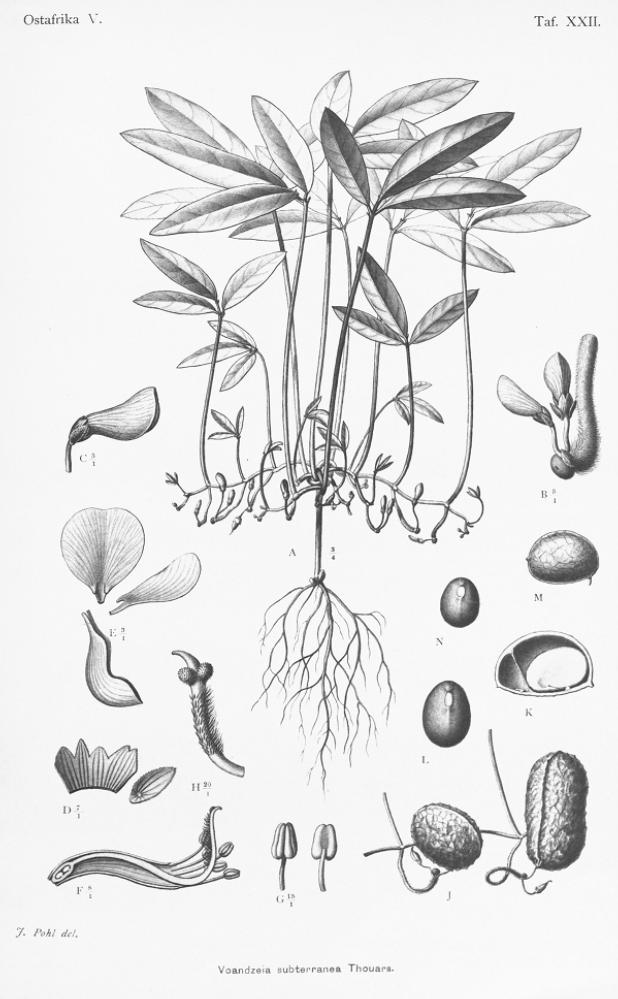
Untergattung Vigna Sektion Vigna: Illustration der Bambara-Erdnuss (Vigna subterranea)

## Systematik und Verbreitung
Die Gattung Vigna gehört zur Subtribus Phaseolinae der Tribus Phaseoleae in der Unterfamilie Schmetterlingsblütler (Faboideae) innerhalb der Familie der Hülsenfrüchtler (Fabaceae).
Die Gattung Vigna wurde 1824 durch Gaetano Savi in Nuovo Giornale de Letterati, 8, S. 113 aufgestellt.  Der Gattungsname Vigna ehrt den italienischen Arzt und Botaniker Dominico Vigna (? – 1647), der Professor an der Universität in Pisa und 1609 bis 1632 Direktor des Botanischen Gartens war. Synonyme für Vigna Savi sind 2005: Azukia Takah. ex Ohwi, Condylostylis Piper, Dolichovigna Hayata, Haydonia R.Wilczek, Liebrechtsia De Wild., Plectrotropis Schumach., Scytalis E.Mey., Voandzeia Thouars, Wajira Thulin. Dazu gibt es seit 2005 zahlreiche Änderungen.
Die 100 bis 150 Vigna-Arten sind in der Alten Welt weitverbreitet.
Die Gattung Vigna wird nach G. Lewis et al.: Legumes of the world. (Leg World), 2005, 427 in sieben Untergattungen mit etwa 16 Sektionen gegliedert. Einige Sektionen mit neotropischen Arten sind teilweise eigenständige Gattungen:
Untergattung Ceratotropis (Piper) Verdc.: Arten (Auswahl):
- Vigna aconitifolia (Jacq.) Maréchal: Sie kommt in Pakistan, Indien, Sri Lanka und Myanmar vor. Nach der Flora of China 2010 kommt sie in Yunnan vor. Sie wird in vielen Gebieten kultiviert.
- Vigna angularis (Willd.) Ohwi & H.Ohashi: Sie kommt in Japan und Taiwan vor.
- Vigna glabrescens Maréchal, Mascherpa & Stainier: Sie kommt in Tansania vor.
- Vigna minima (Roxb.) Ohwi & H.Ohashi: Sie kommt in Indien, Indonesien, auf den Philippinen, in China, Japan und Taiwan vor.
- Vigna mungo (L.) Hepper: Sie kommt in Pakistan, Indien. Bangladesch und im westlichen Myanmar vor.
- Vigna radiata (L.) R.Wilczek: Sie kommt in Kamerun, Madagaskar, Indien, Bhutan, Sri Lanka, Myanmar, Indonesien, Ost-Timor und Papua-Neuguinea vor.
- Vigna reflexopilosa Hayata: Sie kommt in China, Japan, Bangladesch, Taiwan, Neuguinea, Thailand, Kambodscha, Laos, Vietnam, Malaysia, Indonesien, auf Borneo, den Philippinen, in Australien, Fidschi, Neukaledonien, Tonga und Vanuatu vor. Nach der Flora of China 2010 kommt sie in China nicht vor.
- Vigna subramaniana (Babu ex Raizada) Raizada: Sie kommt in Indien vor.
- Vigna trilobata (L.) Verdc.: Sie kommt in Pakistan, Indien, Nepal, Sri Lanka, Bhutan, Myanmar, Vietnam, auf Java, im südlichen Taiwan und in Yunnan vor.
- Vigna umbellata (Thunb.) Ohwi & H.Ohashi: Sie kommt in Indien, Thailand, Malaysia, Kambodscha, Laos, Vietnam und im südlichen China vor.

Untergattung Dolichovigna: Arten (Auswahl):
- Vigna pilosa (Klein ex Willd.) Baker: Sie kommt in Indien, Bhutan, Thailand, Myanmar, Kambodscha, Laos, Vietnam, auf Taiwan, auf Java, auf den nördlichen Philippinen und in China vor. Nach der Flora of China 2010 kommt sie in China und Taiwan nicht vor.

Untergattung Haydonia: Arten (Auswahl):
- Vigna monophylla Taub.: Sie kommt im tropischen Afrika vor.
- Vigna schimperi Baker: Sie kommt in Äthiopien, im Sudan, in Kenia, Tansania, Uganda und Ruanda vor.
- Vigna triphylla (R.Wilczek) Verdc: Sie kommt in Äthiopien, Nigeria, Angola, Sambia, Tansania und in der Zentralafrikanischen Republik vor.

Untergattung Macrorhyncha
Untergattung Plectrotropis Baker: Es gibt zwei Sektionen:  	 	 	 	
Sektion Plectrotropis Verdc.: Arten (Auswahl):
- Vigna kirkii (Baker) J.B.Gillett: Sie kommt im tropischen Afrika vor.
- Vigna vexillata (L.) A.Rich.: Sie kommt im tropischen und südlichen Afrika vor, auf der Arabischen Halbinsel, in China, Indochina, auf dem indischen Subkontinent, von Mexiko bis Brasilien, im nördlichen und westlichen Südamerika vor.

Sektion Pseudoliebrechtsia: Arten (Auswahl):
- Vigna lobatifolia Baker: Sie kommt nur in Namibia vor.

Untergattung Vigna Savi: Es gibt neun Sektionen:   	 	 	 	
Sektion Catiang (DC.) Verdc.: Arten (Auswahl):
- Vigna schlechteri Harms (Syn.: Vigna nervosa Markötter): Sie kommt in Mosambik, Simbabwe, Südafrika und Swaziland vor.
- Vigna unguiculata (L.) Walp.: Von den etwa elf Unterarten sind drei Nutzpflanzen. Sie kommt im tropischen und im südlichen Afrika vor.

Sektion Glossostylus: Arten (Auswahl):
- Vigna venulosa Baker: Sie kommt im tropischen Afrika vor.

Sektion Liebrechtsia: Arten (Auswahl):
- Vigna decipiens Harv.: Sie kommt in Namibia und in Südafrika vor.
- Vigna frutescens A.Rich.: Sie kommt in mehreren Unterarten im tropischen Afrika und in Botswana vor.

Sektion Macrodontae: Arten (Auswahl):
- Vigna membranacea A.Rich.: Sie kommt in Äthiopien, im Sudan, in Somalia, Kenia, Uganda, Tansania, Ruanda und Burundi vor.

Sektion Procerae
Sektion Reticulatae: Arten (Auswahl):
- Vigna reticulata Hook. f.: Sie kommt im tropischen Afrika und in Madagaskar vor.
- Vigna wittei Baker f.: Sie kommt in Kamerun, Angola, Sambia, Burundi, Tansania und Namibia vor.

Sektion Vigna Savi: Arten (Auswahl): 			
- Vigna ambacensis Welw. ex Baker: Sie kommt im tropischen Afrika vor.
- Vigna angivensis Baker: Sie kommt in Madagaskar vor.
- Vigna comosa Baker: Sie kommt im topischen Afrika vor.
- Vigna filicaulis Hepper: Sie kommt im Tschad und im tropischen Westafrika vor.
- Vigna gracilis (Guill. & Perr.) Hook. f.: Sie kommt im tropischen Afrika vor.
- Vigna heterophylla A.Rich.: Sie kommt im tropischen Afrika vor.
- Vigna hosei (Craib) Backer: Sie kommt in Indonesien, Malaysia und Taiwan vor. In Afrika und Australien ist sie ein Neophyt.
- Vigna laurentii De Wild.: Sie kommt in Burundi vor.
- Vigna luteola (Jacq.) Benth.: Sie kommt in den Tropen und Subtropen der ganzen Welt vor.
- Vigna marina (Burm.) Merr.: Sie kommt in den Tropen und Subtropen der ganzen Welt vor.
- Vigna multinervis Hutch. & Dalziel: Sie kommt im tropischen Afrika vor.
- Vigna o-wahuensis Vogel: Sie kommt auf Hawaii vor.
- Vigna oblongifolia A.Rich.: Sie kommt im tropischen und im südlichen Afrika und auch auf Madagaskar vor.
- Vigna parkeri Baker: Sie kommt im tropischen Afrika und auf Madagaskar vor.
- Vigna racemosa (G.Don) Hutch. & Dalziel: Sie kommt im tropischen Afrika vor.
- Bambara-Erdnuss (Vigna subterranea (L.) Verdc.): Sie kommt ursprünglich in Kamerun, im Sudan und in Nigeria vor und ist möglicherweise auch im Tschad und in der Zentralafrikanischen Republik ursprünglich.

Die neotropischen Arten, die früher hier eingeordnet waren gehören alle zu anderen Gattungen: Ancistrotropis, Cochliasanthus, Condylostylis, Helicotropis, Leptospron, Sigmoidotropis. Nicht mehr in die Gattung Vigna gehört:
- Vigna aristata Piper ⇒ Faselbohne (Lablab purpureus (L.) Sweet)

## Nutzung
Einige Arten werden zur Produktion von Nahrungsmitteln oder als Viehfutter kultiviert. Im Gegensatz zu den Bohnen der Gattung Phaseolus enthalten viele dieser Bohnen kein Phasin und können auch roh oder gekeimt verzehrt werden. Da sie Stickstoff fixieren (Rhizobium-Wurzelknöllchen) sind sie wichtig zur Bodenverbesserung.
- Mattenbohne (Vigna aconitifolia (Jacq.) Maréchal)
- Adzukibohne oder Rote Bohne (Vigna angularis (Willd.) Ohwi & H.Ohashi)
- Urdbohne (Vigna mungo (L.) Hepper)
- Mungbohne (Vigna radiata (L.) R.Wilczek): „Sojasprossen“
- Bambara-Erdnuss (Vigna subterranea (L.) Verdc.)
- Reisbohne (Vigna umbellata (Thunb.) Ohwi & H.Ohashi)
- Vigna unguiculata (L.) Walp.: Von ihr werden drei Unterarten genutzt:
  - Catjang-Bohne (Vigna unguiculata subsp. cylindrica (L.) Van Eselt.)
  - Spargelbohne (Vigna unguiculata subsp. sesquipedalis (L.) Verdc.)
  - Augenbohne (Vigna unguiculata (L.) Walp. subsp. unguiculata)
- Vigna vexillata (L.) A.Rich.: (kein deutschsprachiger Trivialname)